# Lampay
Lampay (llamada oficialmente Santa María de Lampai) es una parroquia española del municipio de Teo, en la provincia de La Coruña, Galicia.

## Entidades de población
Entidades de población que forman parte de la parroquia:
- Beitureira (Veitureira)
- Grela (A Agrela)
- Mosteiro
- Silva (A Silva)
- Vilar de Obispo (Vilar do Bispo)

## Demografía
| Gráfica de evolución demográfica de Lampay entre 2000 y 2019 |
|                                                              |
| Datos según el nomenclátor publicado por el INE.             |